# Patrones de la Guerra

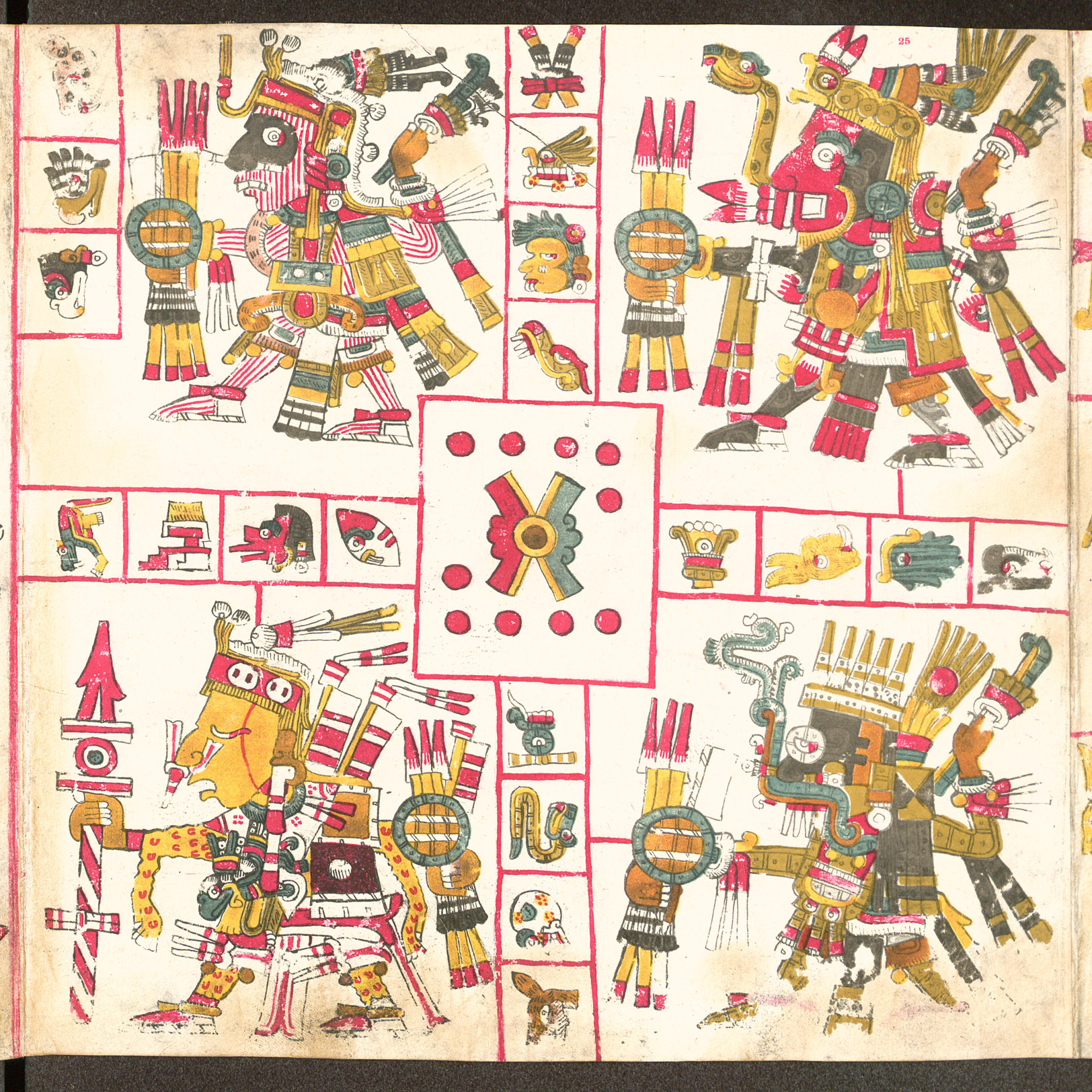
Patrones de la Guerra descritos en el Códice Borgia.

En la mitología mexica los Patrones de la Guerra son los principales dioses que custodian el provenir de las batallas y de las guerras.
- Mixcóatl, dios de la guerra y de la cacería.
- Xipetótec, dios de la fuerza, patrón de la guerra, de la agricultura, de la vegetación, de la enfermedades, de las estaciones, del renacimiento, de la cacería y de los oficios, el regidor del Este.
- Tláloc, dios del rayo, de la lluvia y de los terremotos.
- Xiuhtecuhtli, dios del fuego.